# Капітан Америка: Білий
Капітан Америка: Білий (англ. Captain America: White) -  обмежена серія коміксів зі сценарієм від Джефа Леба та малюнком від Тіма Сейла.

## Сюжет
Часом не встигаєш сказати все що маєш, перед розлукою з людиною, яку любиш.
Стів Роджерс вирваний зі свого часу, і найважче він переживає розлуку зі своїм найкращим другом. Капітану Америці бракує простої чорно-білої моралі Другої світової війни... і Бакі Барнса, з яким можна пліч-о-пліч безстрашно кидатися в бій попереду Ревучих Командос, коли всі обставини зійшлися проти них, життя повисли на волосинках, й вони борються з найбільшим злом у світі.

## Колекційні видання
- Джеф Леб, Тім Сейл. Капітан Америка: Білий / Олена Оксенич. — Рідна мова, 2019. — Т. 1. — С. 168. — ISBN 978-966-917-464-2.